# 글리제 1002
글리제 1002(GJ 1002)는 고래자리에 있는 적색 왜성으로, 지구에서 15.3광년 떨어져 있다. 이 별의 분광형은 M5.5V이며 겉보기 등급은 13.73으로 맨눈으로는 볼 수 없으며, 망원경이 있어야 관측이 가능하다. 글리제 1002의 특이한 점은 적색 왜성임에도 불구하고 매우 조용하다는 데 있다. 이 별은 플레어 현상이 포착된 적이 없다.

## 같이 보기
- 가까운 별 목록